# Evangelisch-Lutherische Kirche in Russland, der Ukraine, in Kasachstan und Mittelasien
Die Evangelisch-Lutherische Kirche in Russland, der Ukraine, in Kasachstan und Mittelasien, kurz: ELKRAS (russisch Союз Евангелическо-лютеранских церквей Sojus Jewangelitschesko-ljuteranskich zerkwei – Die Union der Evangelisch-Lutherischen Kirchen), ist eine Gemeinschaft lutherischer regionaler Kirchen und Gemeinden auf dem Gebiet der ehemaligen Sowjetunion, die 76.000 Mitglieder (Stand 2010) zählt.

## Geschichte
Die ELKRAS ist der rechtliche Nachfolger der Evangelisch-Lutherischen Kirche (ELK) im Russischen Reich.
Die ersten lutherischen Gemeinden auf russischem Boden gab es bereits im 16. Jahrhundert. Im Jahr 1576 gestattete Iwan IV. den Bau einer Kirche (St. Michaelis) in Moskau. In der Folgezeit breitete sich die Kirche im russischen Reich aus, und ihre verfassungsmäßigen Rechte wurden durch die Verabschiedung der Satzung von 1832 gesichert.
Damals war die Kirche in die beiden Konsistorialgebiete Moskau und St. Petersburg unterteilt, die sich wiederum in Propsteien untergliederten, die sich ihrerseits aus mehreren Kirchenkreisen zusammensetzten. Ein Kirchenkreis bestand aus mehreren Gemeinden.
Die Kirche gründete seither eigene Bildungseinrichtungen sowie Institutionen der Diakonie.
Obwohl im Jahr 1924 eine neue Kirchenordnung verabschiedet und vom sowjetischen Staat anerkannt wurde, nahmen die Repressionen auf die Kirche in den 1920er Jahren zu. Anfang der 1930er Jahre wurden zahlreiche Kirchengebäude enteignet, Pastoren hingerichtet oder verbannt, sodass zentrale Verwaltungsstrukturen nicht mehr aufrechterhalten werden konnten. In der Schließung der Moskauer St.-Petri-Pauli-Kirche im Jahre 1938 wird auch das Ende der ELK als Organisation gesehen. Zuletzt hatten Theophil Meyer (1924–1934) und Arthur Malmgren (1924–1936) gemeinsam das Amt des Bischofs innegehabt.
Einzelne Gläubige und Gruppen blieben bestehen. Der eigentliche Wiederaufbau der Kirche begann im Jahr 1989. Erster Bischof der ELKRAS (damals Superintendent der Deutschen Evangelisch-Lutherischen Kirche in der Sowjetunion) wurde Pfarrer Harald Kalnins aus Riga, der schon seit 1969 die deutschen lutherischen Gemeinden in den Republiken der Sowjetunion besucht hatte. Am 13. November 1988 wurde Kalnins mit staatlicher Zustimmung in Riga zum Bischof für die russlanddeutschen evangelischen Gemeinden in der Sowjetunion eingesegnet. 20 leitende Predigerbrüder, die sich in Riga eingefunden hatten, gaben Kalnins ihre Zustimmung.
In der Folgezeit wurden die Strukturen in den regionalen Kirchen der ELKRAS eingeführt und personell besetzt. Nach Verabschiedung einer neuen innerkirchlichen Ordnung bestätigte am 25. August 1999 das Justizministerium der Russischen Föderation die Registrierung der Evangelisch-Lutherischen Kirche in Russland, der Ukraine, in Kasachstan und Mittelasien gemäß dem Gesetz der Russischen Föderation vom 1. Oktober 1997 „Über die Religionsfreiheit und religiöse Vereinigungen“.
Im Januar 2025 gab die Deutsche Evangelisch-Lutherische Kirche in der Ukraine (DELKU) ihren Austritt aus dem Bund der ELKRAS bekannt. Die DELKU wird über den Lutherischen Weltbund und die Gemeinschaft Evangelischer Kirchen in Europa weiter mit der ELKRAS zusammenarbeiten.

## Struktur

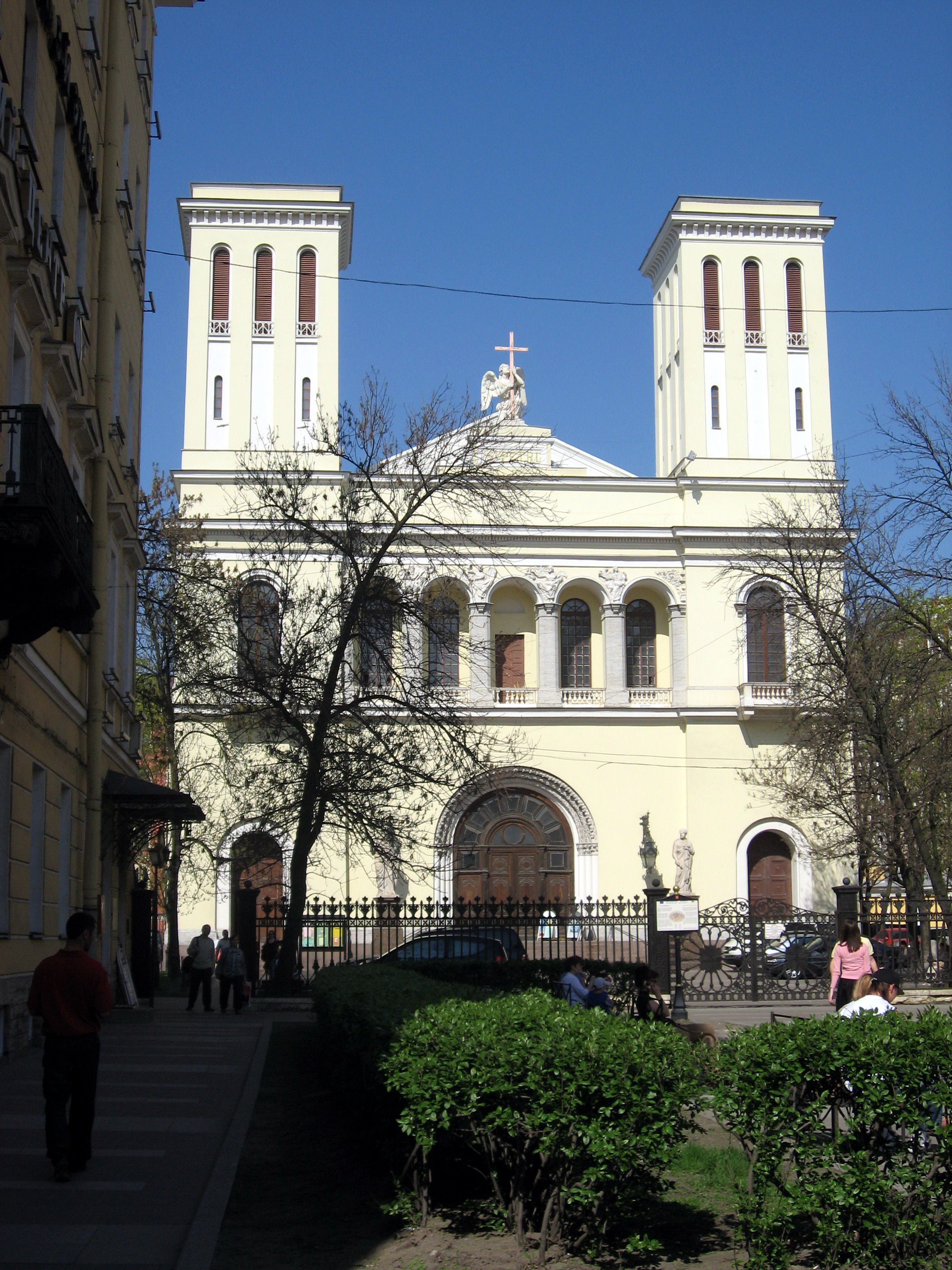
St.-Petri-Kirche in St. Petersburg, Bischofskirche der ELKRAS

Das Zentrale Kirchenamt hat seinen Sitz seit 1992 in Sankt Petersburg. Dort residiert auch der Erzbischof. Haupt- und Bischofskirche ist die St.-Petri-Kirche. 
Die Leiter der Regionalen Kirchen bilden zusammen mit dem Erzbischof und seinem Stellvertreter den Bischofsrat. Die Geistliche Leitung der Gesamtkirche ist dem Erzbischof übertragen. 
Das oberste beschlussfassende Gremium in der Gesamtkirche ist die Generalsynode, die alle 5 Jahre zusammentritt.
Die Kirchenleitung, das Konsistorium, wird aus dem Präsidium der Generalsynode, zwei Mitgliedern des Bischofsrates, dem Erzbischof, seinem Stellvertreter und dem Leiter des Zentralen Kirchenamtes gebildet. Der Vorsitz liegt beim Erzbischof. Das Konsistorium kommt in der Regel zwei- bis dreimal im Jahr zusammen.

## Regionalkirchen
- Evangelisch-Lutherische Kirche in Russland (ELKR) mit den Diözesen:
  - Evangelisch-Lutherische Kirche Europäisches Russland (ELKER)
  - Evangelisch-Lutherische Kirche Ural, Sibirien und Ferner Osten (ELKUSFO)
- Evangelisch-Lutherische Kirche in der Republik Kasachstan (ELKRK)
- Evangelisch-Lutherische Kirche in Usbekistan (ELKU)
- Evangelisch-Lutherische Kirche in der Kirgisischen Republik (ELKKR)
- Evangelisch-Lutherische Kirche in Georgien (ELKG)
- Evangelisch-Lutherische Kirche in Tadschikistan
- und die im Aufbau begriffenen Kirchen:
  - Evangelisch-Lutherische Kirche in Aserbaidschan
  - Evangelisch-Lutherische Kirche in Turkmenistan

Der Bund der evangelisch-lutherischen Gemeinden in der Republik Weißrussland ist am 22. April 2006 aus der ELKRAS ausgeschieden. Die Deutsche Evangelisch-Lutherische Kirche der Ukraine (DELKU) gab den Austritt am 27. Januar 2025 bekannt.

## Zentrales Kirchenamt
Das Zentrale Kirchenamt befindet sich in St. Petersburg 191186, St.-Petri-Kirche, Newskij Prospekt 22–24. 

Leiter: Hans Schwahn

## Erzbischof
(bis 1999 lautete die Amtsbezeichnung Bischof)
- 1989–1994: Harald Kalnins (seit 1977 Superintendent)
- 1994–2005: Georg Kretschmar
- 2005–2009: Edmund Ratz
- 2009–2012: August Kruse
- 2014–2022: Dietrich Brauer[3]
- seit 2022: Wladimir Proworow[4]

## Einrichtungen
- Theologisches Seminar in Nowosaratowka, gegründet 1997.

Rektoren:
1. 1997–2003: Stefan Reder
2. 2004–2005: Rudolf Blümcke
3. 2005–2007: Godeke von Bremen
4. seit 2007: Anton Tichomirow (stellv. Erzbischof)